# Lomtjärnen (Vilhelmina socken, Lappland, 719816-154369)
Lomtjärnen är en sjö i Vilhelmina kommun i Lappland och ingår i Ångermanälvens huvudavrinningsområde.